# マミヤ・オーピー
マミヤ・オーピー株式会社（英文名称:Mamiya-OP Co., Ltd. ）は、釣り具メーカーであった（旧）オリムピック（旧商号：オリムピック釣具）が、1940年に創立されたカメラメーカーであるマミヤ光機を1992年（平成4年）に吸収合併して誕生した会社である。合併時の商号は「株式会社オリムピック」であったが、1993年4月現商号に改称し現在に至る。
現在釣り具を扱っているオリムピックは、マミヤ・オーピー株式会社より事業継承を受けた別会社である。
釣具メーカーと光学機器メーカーの合併により誕生した企業であるが、後述するように2024年現在はどちらの事業からも撤退している。

## 事業分野
電子機器事業
パチンコ玉貸機、小型券売機（オペラル Operal）など
スポーツ用品事業
カーボン製ゴルフクラブシャフトや遮断桿など

### かつての事業分野
光学機器事業
マミヤ光機から継承。中核事業である中判フィルムカメラ・デジタルカメラの売り上げ不振により、2006年にコスモ・デジタル・イメージング株式会社（のちのマミヤ・デジタル・イメージング）へ光学器械製造子会社の「マミヤ株式会社」を含み営業譲渡。その後の経過はマミヤ・デジタル・イメージングの記事を参照。
前身のマミヤ光機含む製品全般に関しては、マミヤ・オーピーのカメラ製品一覧を参照。
釣り具
かつてのオリムピックから継承。2000年末に撤退。その後、同社が取り扱っていたスウェーデンの釣り具メーカーであるアブ・ガルシア社の製品の取り扱いは、アメリカ合衆国の釣り具メーカー・ピュアフィッシングの日本法人（ピュアフィッシング・ジャパン）が、鮎用の釣り竿の取り扱いはWISTとリバースキャンが、下野オリジナルブランドの鮎竿、渓流竿は大橋漁具が、アメリカの釣り具メーカーで90年代に買収したフィンノール社の製品はアメリカの釣り具メーカーであるゼブコが、オフショア用のリールであるマーフィックスはリョービックがそれぞれ取り扱いを引き継いだ。
かつて釣り竿を製造していたオリムピック和歌山所有の和歌山県にあるすさみ工場は(現)オリムピックが引き継いだ。

## 主な製品

### 電子機器事業
- パチンコ玉貸機 - コンピュータ制御の玉貸機。プリペイドカードやICカードに対応。
- メダル貸機 - コンピュータ制御のメダル貸機。
- 小型券売機 （オペラル Operal）
- 薄膜膜厚計
- 非接触ICカードリーダ・ライタ

### スポーツ用品事業
- PROFOECE MIRACLE BEAM
- AXIV
- 遮断桿

## 番組提供
- 外で遊ぼう 我ら釣仲間（テレビ東京）